# PSI (album)
PSI è il sesto album in studio del gruppo musicale britannico Pitchshifter, pubblicato nel 2002.

## Tracce
Testi e musiche di JS Clayden e Jim Davies.

1. Stop Talking (So Loud) – 4:21
2. Eight Days – 3:34
3. My Kind – 3:35
4. Misdirection – 3:45
5. Down – 3:07
6. Shutdown – 3:24
7. Whatever – 3:05
8. Screenshot – 3:28
9. We Know – 3:09
10. Super-Clean – 3:10
11. Slip – 4:16
12. Shen-an-doah (+ Trancer) – 14:40

## Formazione
- J.S. Clayden – voce, programmazione
- Jim Davies – chitarra
- Mark Clayden – basso
- Jason Bowld – batteria